# حكاية لعبة: حكاية لعبة الرعب!
حكاية لعبة الرعب! (بالإنجليزية: Toy Story of Terror!)‏، هو فيلم قصير من سلسلة حكاية لعبة ذات اسم Toy Story المُنتجة من قبل بيكسار وأفلام والت ديزني وتقع أحداثه بعد أحداث فيلم حكاية لعبة 3 الذي عُرض في 2010، عُرض الفيلم لأول مرة في 16 أكتوبر 2013 على هيئة الإذاعة الأمريكية، وتمت كتابة السيناريو والإخراج من قِبل انجوس ماكلين. وتم دبلجة الفيلم إلى العربية.

## القصة
بعد أن قام آندي بوضع ألعاب عند الطفلة بوني، ذهبت بوني ذات يوم مع والدتها إلى أحد الفنادق مع جميع الألعاب، وفي الليل، عند تفقد الفندق تفقد المجموعة السيد بطاطا، ويقومون بعد ذلك بالبحث عنه بأجواء مُرعبة دراماتيكية.

## روابط خارجية
- حكاية لعبة: حكاية لعبة الرعب! على موقع IMDb (الإنجليزية)
- حكاية لعبة: حكاية لعبة الرعب! على موقع ميتاكريتيك (الإنجليزية)
- حكاية لعبة: حكاية لعبة الرعب! على موقع روتن توميتوز (الإنجليزية)
- حكاية لعبة: حكاية لعبة الرعب! على موقع ألو سيني (الفرنسية)
- حكاية لعبة: حكاية لعبة الرعب! على موقع فيلمافينيتي (الإسبانية)
- حكاية لعبة: حكاية لعبة الرعب! على موقع قاعدة بيانات الفيلم (الإنجليزية)
- حكاية لعبة: حكاية لعبة الرعب! على موقع ليتربوكسد (الإنجليزية)
- حكاية لعبة: حكاية لعبة الرعب! على موقع كينوبويسك (الروسية)